# أسطورة هرقل
أسطورة هرقل (بالإنجليزية: The Legend of Hercules)‏ هو فيلم تم إنتاجه في الولايات المتحدة سنة 2014.

## طاقم التمثيل
- كيلن لوتز في دور هرقل

## القصة
تدور أحداث الفيلم حول هرقل؛ الذي يتسبب وقوعه في الحب إلى التعرض للخيانة من قبل زوج والدته الملك، فيتم نفيه وبيعه كعبد خارج البلاد، وهناك يخوض مغامرات مشوقة يكتشف فيها قدراته الخارقة، ويبدأ رحلته لاستعادة مملكته.

## وصلات خارجية
- الموقع الرسمي
- أسطورة هرقل على موقع IMDb (الإنجليزية)
- أسطورة هرقل على موقع ميتاكريتيك (الإنجليزية)
- أسطورة هرقل على موقع روتن توميتوز (الإنجليزية)
- أسطورة هرقل على موقع نتفليكس (الإنجليزية)
- أسطورة هرقل على موقع قاعدة بيانات الأفلام العربية
- أسطورة هرقل على موقع ألو سيني (الفرنسية)
- أسطورة هرقل على موقع أول موفي (الإنجليزية)
- أسطورة هرقل على موقع بوكس أوفيس موجو (الإنجليزية)
- أسطورة هرقل على موقع فيلمافينيتي (الإسبانية)
- أسطورة هرقل على موقع قاعدة بيانات الأفلام السويدية (السويدية)

هرقل